# Шасе Бопре
Шасе Бопре (фр. Chassey-Beaupré) насеље је и општина у североисточној Француској у региону Лорена, у департману Меза која припада префектури Комерси.
По подацима из 2011. године у општини је живело 114 становника, а густина насељености је износила 8,08 становника/km². Општина се простире на површини од 14,11 km². Налази се на средњој надморској висини од 342 метара (максималној 413 m, а минималној 315 m).

## Демографија
| 1962. | 1968. | 1975. | 1982. | 1990. | 1999. | 2011. |
| ----- | ----- | ----- | ----- | ----- | ----- | ----- |
| 145   | 162   | 177   | 165   | 144   | 138   | 114   |

График промене броја становника у току последњих година